# トゥインク (ゲイ・スラング)

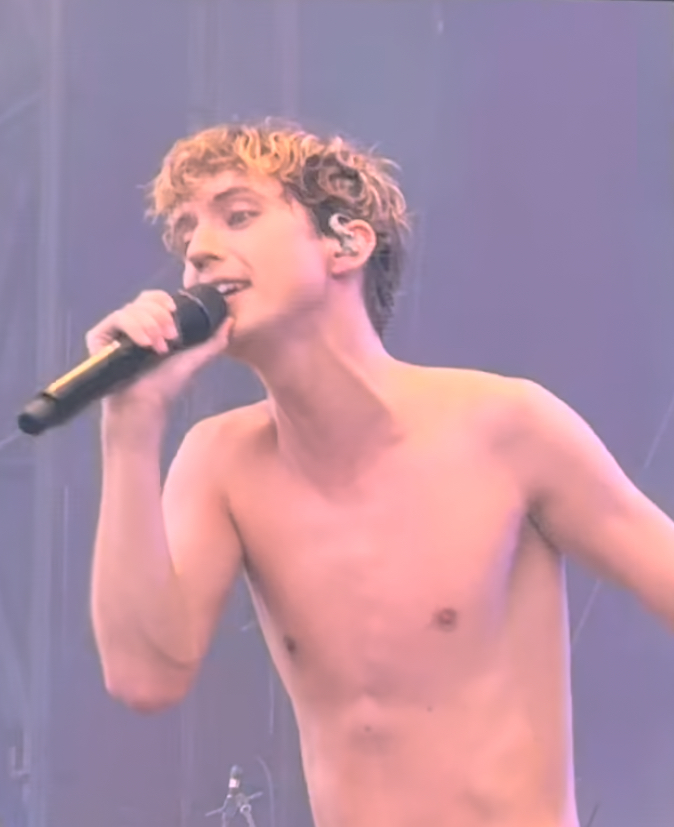
トロイ・シヴァンは完璧なトゥインクとしてしばしばその名を挙げられる。

トゥインク（英：Twink）とは、英語のゲイ・スラングのひとつで、基本的には若くて、スリムで体毛が薄いか殆どない男性を指す。一部では、フォックス、プラム、チック、チキン (ゲイ)（en）ともいう。
「女々しい男性」という意味を持つ類語の「twinkle-toes」と同じように、時には侮蔑的な用いられかたをする。

## 語源

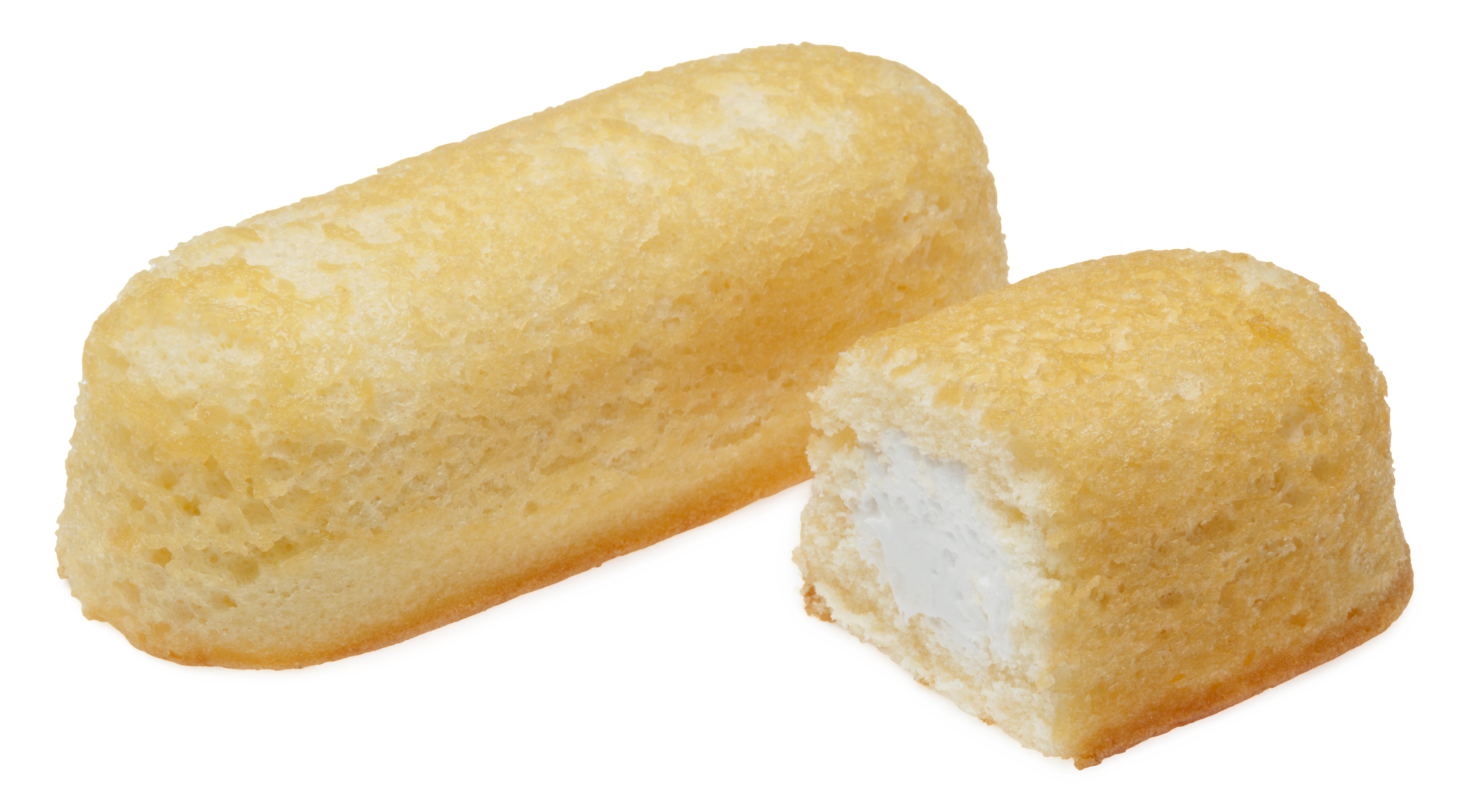
語源の一つとも言われる、菓子のトゥインキー。

トゥインクという言葉の起源については複数の説があり、ひとつには、「クリームがたっぷりと詰まった低栄養価で甘い」典型的なジャンクフードのケーキ菓子「トゥインキー」が語源とされるが、言語学者は懐疑的である。
他に "teenaged, white, into no kink" のバクロニムという説もあるが、明確な根拠はない。
エッセイストZeb J. Tortoriciは、ゲイ・トゥインク・ポルノが、視覚や肛門で男らしさを受容している作品とパフォーマンスで成功している点に注目している。トゥインキーの外観の金色は、日焼けした男性を暗示させる 。

## 用法
トゥインクと呼ばれるゲイ男性は、若々しさや清潔感のある顔を強調する為、顎鬚は剃っていることが多く、対照的な熊系のゲイからはしばしば侮蔑的に用いられることがある。また、フェム・トゥインク、ユーロ・トゥインク、マッスル・トゥインクのように形容詞的に修飾され、ゲイ産業で使われる。 

## トゥインクに数えられる代表的な有名人
- トロイ・シヴァン（歌手・俳優・YouTuber）[13]
- ジョーイ・ミルズ（ゲイポルノ俳優）[14]